# NGC 6751
NGC 6751は、わし座の惑星状星雲である。この星雲の直径は、約0.8光年と推定されている。星雲の中心の恒星の表面温度は、約14万ケルビンである。地球からは約6500光年離れていると計算される。数千年前に恒星が崩壊し、ガスの外層を吹き飛ばした際に形成された。
この星雲は、オーストラリアの高校生がジェミニ天文台の観測対象の選定を競った2009 Gemini School Astronomy Contestで優勝した写真の被写体となった。

## 天体の状態
この天体からくる光を解析した結果、この天体は死にゆくところで、数千年前に恒星から放出されたガスが徐々に同心球上に広がっているところである。